# Ride the Lightning
Ride the Lightning is het tweede album van de Amerikaanse thrashmetalband Metallica. Het album werd in het voorjaar van 1984 opgenomen in Kopenhagen en verscheen op 27 juli van dat jaar op de markt. De teksten op dit album gaan voornamelijk over de dood. De enige single die werd uitgebracht is Creeping Death.
In de metalscene was dit album de doorbraak voor Metallica. De doorbraak bij het grote publiek kwam in 1991 met The Black Album ("Metallica").

## Tracklist
| 1.                 | Fight Fire with Fire    | Burton, Hetfield, Ulrich           | 4:45 |
| 2.                 | Ride the Lightning      | Burton, Hetfield, Mustaine, Ulrich | 6:41 |
| 3.                 | For Whom the Bell Tolls | Burton, Hetfield, Ulrich           | 5:09 |
| 4.                 | Fade to Black           | Burton, Hammett, Hetfield, Ulrich  | 6:59 |
| 5.                 | Trapped Under Ice       | Hammett, Hetfield, Ulrich          | 4:08 |
| 6.                 | Escape                  | Hammett, Hetfield, Ulrich          | 4:24 |
| 7.                 | Creeping Death          | Burton, Hammett, Hetfield, Ulrich  | 6:35 |
| 8.                 | The Call of Ktulu       | Burton, Hetfield, Mustaine, Ulrich | 8:55 |
| Totale duur: 47:47 |                         |                                    |      |